# Esther Ferraz
Esther de Figueiredo Ferraz (São Paulo, 6 de fevereiro de 1915 — 23 de setembro de 2008) foi uma advogada, professora secundária de português, francês, latim e matemática, secretária de Estado e ministra brasileira.
Filha de Odon Carlos de Figueiredo Ferraz e de Julieta Martins de Figueiredo Ferraz, Esther carregou a marca do pioneirismo em sua carreira política. Ela foi a primeira mulher a possuir um cargo de ministra no Brasil, ocupando a pasta da Educação no governo do general João Figueiredo, de 24 de agosto de 1982 a 15 de março de 1985, além de ter se destacado também por se tornar a primeira mulher a lecionar na Universidade de São Paulo e a primeira mulher na América Latina a comandar a reitoria de uma universidade, o Mackenzie.
Publicou dez livros como escritora, entre eles Os Delitos Qualificados pelo Resultado; A Co-delinquência no Direito Penal Brasileiro; O Perdão Judicial; O Menor e os Direitos Humanos; Prostituição e Criminalidade Feminina; Alternativas da Educação; Caminhos Percorridos; A Filosofia de João Mendes Júnior; Mulheres Freqüentemente e Falas de Ontem e de Hoje. Em 1996, ingressou na Academia Paulista de Letras, onde ocupava a 36ª cadeira.
Ainda, enquanto Ministra, publicou importante capítulo de livro, em que tratou da conceituação de sistema de ensino, cujas lições são adotadas até hoje.
Solteira e sem filhos, Esther faleceu no Hospital do Coração, em São Paulo, às 18h do dia 23 de setembro de 2008, aos 93 anos. Ela foi vítima de acidente vascular cerebral.

## Biografia

### Primeiros anos e formação
Esther de Figueiredo Ferraz era filha de Odon Carlos de Figueiredo Ferraz e de Julieta Martins de Figueiredo Ferraz. O irmão, José Carlos de Figueiredo Ferraz foi prefeito de São Paulo entre os anos de 1971 e 1973, nomeado pelo governador Laudo Natel (que atuou entre os anos de 1971 e 1975).
Realizou os primeiros estudos no Colégio Imaculada Conceição, ainda em sua cidade natal. Frequentou, mais tarde, o Colégio Nossa Senhora de Sion, localizado na capital paulista, para onde se transferiu ainda na infância. Figueiredo de Ferraz estudou ainda no Ginásio Rio Branco e no Ginásio Estadual, para só depois ingressar no Instituto de Educação Caetano de Campos, local onde realizou o curso de aperfeiçoamento de professores.
Ainda sobre o período de formação, Esther - além de ser professora primária - licenciou-se em filosofia pela Faculdade de Filosofia de São Bento e cursou piano no Conservatório Dramático e Musical de São Paulo, onde foi aluna da professora Magdalena Tagliaferro, artista brasileira de expressiva carreira internacional que apresentou-se com importantes orquestras, como a Filarmônica de Viena e Orquestra da Suíça Romanda, além de ter atuado com maestros como Gabriel Pierné (1863-1937), Ernest Ansermet (1883-1969), Charles Munch (1891-1968), e os brasileiros Heitor Villa-Lobos (1887-1959) e Eleazar de Carvalho (1912-1996).
Em 1944 formou-se em advocacia pela Faculdade de Direito da Universidade de São Paulo (USP), quando foi premiada por ter obtido grau dez em todas as matérias do curso com os prêmios Rodrigues Alves e Livreiro Saraiva.

### Carreira e acontecimentos marcantes
Figueiredo de Ferraz lecionou, entre os anos de 1939 e 1943, na Escola Normal Caetano de Campos. Passou a exercer o cargo de advogada a partir de 1944, nos ramos criminal e de família. Convocada pelo governador do Estado de São Paulo Lucas Nogueira Garcez (1951-1955). 
Integrou em 1951 uma mesa-redonda com o intuito de elaborar um plano de combate ao lenocínio, ação que visa facilitar ou promover a prática de atos de libidinagem, e à prostituição.
A partir de 1955 passou a integrar também a Comissão Oficial de Reorganização Penitenciária, órgão responsável por criar os institutos penais agrícolas nas cidades de São José do Rio Preto, Itapetinga e Bauru. Durante o governo do presidente Juscelino Kubitschek (1956-1961), mais especificamente em 1956, voltou a fazer parte da comissão que pretendia combater os problemas relacionados à prostituição na capital paulistana.  Ainda no mesmo ano, quando já era considerada uma autoridade em matéria de direito processual penal e penitenciário, Figueiredo de Ferraz fez uma visita a Portugal, a convite do governo local, para conhecer os institutos penais portugueses. A experiência resultou em artigos que abordavam a questão penal do país, sem deixar de incluir também o problema penal no Brasil, todos eles publicados no Diário de S. Paulo.
A pedido do Instituto dos Advogados do Brasil (IAB), Esther apresentou, em setembro de 1960, um projeto de reforma do Código Civil no fragmento relacionado à capacidade civil e laborativa da mulher casada. O projeto, remetido ao Congresso Nacional posteriormente, tornou-se fundamental para a promulgação da Lei nº 4.121, de 27 de agosto de 1962, que ficou conhecida como o Estatuto da Mulher Casada.
Em 1961 atuou como professora de Direito Judiciário Penal na Universidade Presbiteriana Mackenzie, chegando à reitoria no ano de 1965, cargo que exerceu até 1969 - período de intensa participação estudantil na atividade política. Também lecionava Direito Judiciário Penal na Faculdade de Direito de São Bernardo do Campo. Foi, ainda, membro do Conselho Estadual de Educação de São Paulo entre 1963 e 1965.
Esther ocupou, entre os anos de 1966 e 1967, o cargo de diretora do ensino superior do Ministério da Educação e Cultura, durante o governo do marechal Castelo Branco (1964-1967).
Já no ano de 1970, Figueiredo de Ferraz passou a fazer parte do Conselho Federal de Educação (CFE), do qual fez parte até maio de 1982, e, em março do ano seguinte foi nomeada secretária de Educação de São Paulo, pelo governador Laudo Natel (1971-1975). Ela permaneceu na liderança da secretaria até agosto de 1973, quando se exonerou do cargo em solidariedade ao irmão que foi afastado da prefeitura de São Paulo pelo governador, o mesmo que o nomeou em março de 1971.
A partir de 1981 integrou o conselho curador da Fundação Roberto Marinho.

### A nomeação ao Ministério da Educação e Cultura (MEC)
Enquanto desempenhava as funções como advogada e professora, Esther de Figueiredo Ferraz recebeu o convite para assumir o Ministério da Educação e Cultural (MEC), no lugar do general Rubem Ludwig, em decorrência de uma pequena reforma ministerial que ocorreu durante o governo do presidente João Batista Figueiredo (1979-1985). A indicação veio do próprio general Ludwig, que deixou o MEC para se reincorporar à carreira militar. No entanto, o nome do jurista e ex-reitor da USP, Miguel Reale, foi também uma das opções, indicado pelo general Otávio Aguiar de Medeiros, chefe do Serviço Nacional de Informações (SNI). Depois de uma disputa entre os dois generais, o nome de Figueiredo de Ferraz foi confirmado, garantindo uma vitória para o grupo político do ex-presidente Ernesto Geisel (1975-1979), do qual Ludwig fazia parte.
Antes mesmo da posse, a escolha de Esther para o MEC já havia se tornado uma unanimidade nacional, já que a primeira mulher a ocupar um ministério atraiu a simpatia de vários grupos feministas que atuavam no país na época. Em destaque, o Movimento da Mulher Democrática Social, ala feminina do Partido Democrático Social (PDS), liderado por Eunice Michiles, senadora do Amazonas e primeira mulher a ocupar um cargo no Senado.  
Por outro lado, a oposição interpretou a nomeação da professora e advogada como uma tentativa de conquistar a afinidade feminina para os candidatos do partido PDS nas eleições para os governos dos estados, que aconteceria em novembro. A futura ministra, no entanto, contestou afirmando que nunca teve "atuação político-partidária".
Figueiredo de Ferraz se reuniu com o general Ludwig, antes de assumir, para tratar dos assuntos relacionados à passagem da pasta. Além de comprometer-se a manter as diretrizes do antecessor, concordando com a indicação de Ludwig do coronel Sérgio Pasquali para o cargo de secretário-geral do ministério, Esther definiu como metas no âmbito da política para a educação a reforma das universidades federais, a ampliação do ensino superior, mudanças do programa de crédito educativo e a elaboração do orçamento para 1983.
Reitores de universidades federais apoiaram a indicação, destacando as qualidades profissionais da futura ministra. Ao mesmo tempo, líderes feministas enxergaram na nomeação da professora um sinal positivo e determinante para a participação da mulher em cargos de caráter decisório. Apesar do amplo apoio no ambiente educacional, Esther sofreu oposição entre alguns reitores de universidades federais que criticavam uma de suas metas de decretar o fim do ensino público superior gratuito. Em relação à importância que a cultura teria no ministério, ela declarava-se uma pessoa ligada à arte e dizia que a cultura não seria negligenciada. Autoproclamada liberal, Figueiredo de Ferraz não acreditava que os estudantes causariam problemas ou dificuldades, devido ao seu bom relacionamento com o meio estudantil no período em que foi reitora da Universidade Presbiteriana Mackenzie, em 1968.

### A posse
A posse aconteceu no dia 24 de agosto de 1982, quando reafirmou as intenções e projetos, sem ignorar a polêmica cobrança de mensalidade nas universidades federais - inviabilizada em razão da proximidade das eleições que aconteceria em novembro. Em seu discurso de posse, Esther prometeu o diálogo com professores e afirmou que a educação era a base para o desenvolvimento. Desse modo, enfatizou a prioridade absoluta que daria para a educação de primeiro grau em seu mandato.
Os principais trechos do discurso da Ministra Esther de Figueiredo Ferraz, na solenidade de transmissão do Cargo, disponibilizado pela Fundação Getúlio Vargas:

"{...} Finalmente, fizeram as circunstâncias que eu fosse a primeira mulher a ocupar, em nossa terra, o cargo de ministro de Estado, e houve por bem o sr. Presidente, da República conduzir-me à Pasta onde mais utilizáveis parecem tornar-se, em termos de interesse coletivo, os dotes femininos, aqueles dotes intelectuais, de caráter e de sensibilidade que traduzem verdadeiras inclinações ou tropismos de alma, e que tornam toda mulher - seja ela quem for, grande dama ou humilde proletária - uma educadora. As operárias, as camponesas, as comerciárias, as funcionárias públicas, as profissionais liberais, as estudantes de todos os graus do ensino e, de maneira muito especial, as integrantes da mais forte das milícias desarmadas que é o exército das "prendas domésticas", das valorosas donas-de-casa e mães de família, todas elas tomam parte, ainda que à distância, no ato público que ora se está realizando. Cada uma delas percebe, dado o alto simbolismo de que se reveste a cerimônia, em si mesma representativa de um grande gesto de abertura, que hoje e aqui está acontecendo algo que toca muito de perto a sorte do feminismo brasileiro, tomado este em seu sentido sadio e construtivo. E todas, com os olhos voltados para a companheira de sexo sobre cujos ombros, já não tão jovens e nem tão fortes, passarão a pesar tantas e tão graves responsabilidades, formulam votos para que ela seja feliz na condução da tarefa que lhe foi cometida e consiga demonstrar, graças a um desempenho de boa qualidade, que não teriam fundamento as antigas posições preconceituosas em relação à participação da mulher no trato dos negócios públicos.
{...} 
Observo mais que de uma forma ou de outra será sempre graças à educação fundamental que se forjará o homem comum de amanhã, o cidadão cuja forma de ser, cuja maneira de agir e pensar, cuja capacidade de fazer, representarão as mais sólidas garantias da sobrevivência e do desenvolvimento da nação. Pois se é bem verdade que só nos graus ulteriores do ensino, máxime no de nível superior, se torna possível a formação das elites - e sem elites pensantes e dirigentes não há povo que se possa autoconduzir - é exato também que as elites pouco ou nada podem fazer se a grande massa dos cidadãos não tiver recebido aquele mínimo de educação que lhe permita compreendê-Ias, aceitá-Ias e acompanhá-Ias. Serão elas como moinhos a girar no vazio, a despender energia sem gerar qualquer espécie de produção {...}"

### O mandato
Em outubro de 1982, Esther presidiu a sessão do Conselho Federal de Cultura, no Rio de Janeiro, quando recebeu uma manifestação dos músicos da Orquestra Sinfônica Nacional (OSN), solicitando a revitalização da orquestra. A ministra, então, prometeu empenho para ajudar na reestruturação da orquestra, apesar da falta de recursos em seu ministério.
No ano seguinte, em fevereiro de 1983, Figueiredo de Ferraz aprovou um empréstimo para a Fundação Centro Brasileiro de Televisão Educativa, a Funtevê, com o objetivo de aperfeiçoar os programas relativos à teleducação. Em abril do mesmo ano, com a revitalização dos programas educativos na Funtevê, Esther se desligou da Fundação Roberto Marinho, já que os programas interessavam à Rede Globo de Televisão, propriedade do jornalista Roberto Marinho.
Em discussão realizada no CFE em abril de 1984, a ministra mostrou-se favorável à validação de diplomas obtidos em países socialistas e declarou que não havia mais a necessidade da interferência da Divisão de Segurança e Informações (DSI), órgão ligado ao SNI, no reconhecimento desses diplomas.
Em maio do mesmo ano, ela enfrentou um desgaste na administração à frente do MEC quando servidores técnico-administrativos e docentes de universidades federais autárquicas entraram em greve. As principais reivindicações eram sobre a inexistência de uma igualdade salarial entre as universidades de regime autárquico e as de regime fundacional, a respeito do exercício das mesmas funções e da carga horária. Para tentar resolver a situação, o presidente Figueiredo deu, em 6 de junho, o prazo de 48 horas para que o impasse fosse solucionado - atitude que não surtiu efeito entre os grevistas. O movimento encerrou-se em agosto de 1984, depois de negociações entre o Conselho de Reitores das Universidades Brasileiras (CRUB) e a Associação Nacional de Docentes de Ensino Superior (ANDES).
Uma outra polêmica foi a decisão de manter Marcos Vilaça no cargo de secretário de Cultura, apesar de o nome dele estar na lista de nomes vinculados à Aliança Democrática, elaborada por um grupo de deputados ligados a Paulo Maluf, e que desagradou políticos do Partido Democrático Social (PDS).
Foi, ainda, durante a gestão de Esther de Figueiredo Ferraz no Ministério da Educação que a Emenda Constitucional Calmon foi regulamentada, uma das leis mais importantes para a educação até os dias atuais, determinando percentuais mínimos de investimentos da União, dos estados e dos municípios em educação.
No final do governo de João Figueiredo, em 15 de março de 1985, Esther deixou a pasta da Educação.

## Últimos anos
Nos anos seguintes, voltou a dedicar-se ao magistério na Faculdade de Direito da Universidade de São Paulo e à carreira de advogada. Em 1996, ingressou na Academia Paulista de Letras, cujo patrono é Euclides da Cunha, onde ocupava a 36ª cadeira.
Ela nunca se casou e também não teve filhos.
Esther Figueiredo de Ferraz faleceu no Hospital do Coração, em São Paulo, às 18h do dia 23 de setembro de 2008, aos 93 anos, vítima de acidente vascular cerebral. O velório aconteceu na Assembleia Legislativa de São Paulo e o enterro foi no Cemitério do Araçá, zona oeste da capital paulista.

## Legado: uma mulher à frente de seu tempo
Além dos feitos já mencionados, Esther continuou rompendo paradigmas e inovando no âmbito político. Inscrita na Ordem dos Advogados do Brasil (OAB), de São Paulo, desde 1946, integrou também, ainda na década de 60, o Tribunal de Ética e Disciplina da Ordem Paulista, ambiente predominado por advogados homens. A escolha de sua especialidade na advocacia, o direito criminal, também foi um fato pioneiro em sua carreira, já que o espaço era predominantemente masculino e de muitos desafios, em que grandes juristas se consagraram.
Sobre o seu legado, descreveu em nota de pesar o presidente da OAB-SP na época, Luiz Flávio Borges D'Urso:
"A morte de Esther de Figueiredo Ferraz é uma grande perda para o Brasil. Em vida foi uma referência de pioneirismo e competência enquanto advogada, professora e personalidade pública. Foi, igualmente, uma reserva moral de nosso país, sempre preocupada com as questões sociais, legais, educacionais e éticas. Dizia que o brasileiro tem mania de pensar que qualquer problema pode ser resolvido só com uma boa lei. Mas que eram necessárias ações, na linha social, para atuar diretamente sobre o indivíduo. {...}
Ao longo de sua vida, Esther construiu uma biografia incomum e vanguardista. Foi a primeira mulher da América Latina a comandar uma reitoria na Universidade Presbiteriana Mackenzie, em 1965. Também foi a primeira mulher a ocupar um Ministério no país, assumindo a pasta da Educação e Cultura, em 1982, abrindo uma nova e importante fronteira para a participação feminina. {...}" 

Em artigo para o Conjur, a sobrinha e advogada Gilda Figueiredo Ferraz de Andrade descreveu a versão tia de Esther:
" {...} Sua vida foi pautada pela ética, pela compreensão, pela amizade, pela modéstia, pela ousadia e pela ternura".

Em evento no Tribunal de Justiça de São Paulo em homenagem à Esther, o desembargador Ricardo Henry Marques Dip discursou:
" {...} Esta mulher, com todos estes predicados e riqueza, tinha tempo para a piedade e merece a homenagem inaugural da Agenda de 150 anos de Memória Histórica do Tribunal Bandeirante.” 

No mesmo evento, o desembargador Alexandre Moreira Germano, coordenador do Museu do Tribunal de Justiça, afirmou:
“A vida da professora Esther de Figueiredo Ferraz foi um exemplo que dignifica as mulheres brasileiras.” 
“Foi a mulher que na pedagogia, pela primeira vez no Brasil, nos deu um sentido mais profundo de comunidade e sistematização”.

Ao encerrar a cerimônia, o presidente do TJSP, desembargar José Renato Nalini, afirmou: 
“É uma homenagem justa, legítima e merecida a esta mulher que foi a primeira em tudo e que continua sendo a primeira em nossos corações."

## Obras, títulos, honras e homenagens
- Os Delitos Qualificados pelo Resultado
- A Co-delinqüência no Direito Penal Brasileiro
- O Perdão Judicial
- O Menor e os Direitos Humanos
- Prostituição e Criminalidade Feminina
- Alternativas da Educação
- Caminhos Percorridos
- A Filosofia de João Mendes Júnior
- Mulheres Freqüentemente
- Falas de Ontem e de Hoje

### Títulos
- 1993: Colar do Mérito Judiciário do Tribunal de Justiça de São Paulo[6][19][18]
- 1999: Troféu Guerreiro da Educação, concedido em 1999 pelo Estado e pelo Centro de Integração Empresa-Escola (CIEE).[6][19]
- 2005: recebeu do Reitor Paulo Alonso, o título de doutor honoris causa do Centro Universitário da Cidade (UniverCidade), localizada no Rio de Janeiro.[6]

### Honras
- Ordem do Mérito Nacional da Educação[6]
- 1983: Grã-cruz da Ordem do Ipiranga pelo Governo do Estado de São Paulo, na pessoa do governador José Maria Marin.[20][6]
- Prêmio Maria Immaculada Xavier Silveira, láurea que leva o nome da primeira mulher inscrita na seccional paulista da Ordem dos Advogados do Brasil.[18]

### Homenagens
- TJSP presta homenagem a Esther de Figueiredo Ferraz[17]
- Homenagem da OAB-SP no II Congresso das Comissões da Mulher Advogada e de Direito de Família e Sucessões.[21]

### Outros
- Membro da Academia Paulista de Letras[6]
- Membro da OAB-SP.
- Membro da Academia Brasileira de Educação[14]
- Membro da Academia Paulista de Educação[14]
- Membro do Instituto Histórico e Geográfico de São Paulo[14]
- Membro do Conselho de Orientação Jurídica (Conjur)[6]
- Membro da Federação das Indústrias do Estado de São Paulo (FIESP)[6]
- Membro do Conselho Curador da Escola de Medicina da Santa Casa da Misericórdia de São Paulo[6]
- Membro do Conselho Curador da Fundação Escola de Comércio Álvares Penteado[6]